# ليدي غوديفا
غوديفا (بالإنجليزية: Godiva)‏ ‏[ توفيت مابين 1066- 1086 في ] هي سيدة نبيلة عاشت في أواخر القرن الحادي عشر,من قبائل أنجلوسكسونيون. وهي زوجة ليوفرك إيرل لميرسا وسيد الكوفنتري
ووفقاً للأسطورة التي يعود تاريخها للقرن الثالث عشر، فإنها سيدة نبيلة أمتطت الحصان عارية, وغطت بشعرها الطويل بعض الأجزاء من جسمها وجابت شوارع كوفنتري من أجل الحصول على عفو عن الضرائب الجائرة المفروضة من قِبل زوجها على سكّانَ كوفنتري.
كانت جوديفا منزعجًة من الضرائب المعطلة التي فرضها ليوفريك على مواطني كوفنتري.
بعد أن طلبت منهُ مرارًا وتكرارًا تخفيف العبء، قال ليوفريك إنه سيخفض الضرائب فقط إذا ركبت عارية على ظهر الخيل عبر وسط المدينة.
عقدت العزم على مساعدة الجمهور، جردت جوديفا من ملابسها، وصعدت على حصانها وركضت عبر ساحة السوق مع شعرها الطويل المتدفق فقط لتغطية نفسها. قبل مغادرتها، أمرت أهالي كوفنتري بالبقاء داخل منازلهم وعدم إلقاء نظرة خاطفة عليها. وتم تلبية طلبها لما لها من شعبية كبيرة.
لكن رجلاً خياطاً يدعى توم (توم مختلس النظر)، لم يستطع مقاومة! فَفتح نافذته للحصول على نظرة. وقيلَ عنه أنه أصيبَ بالعمى لاحقاً كعقابٍ من السماءِ لتهوّره وشهوانيّته.
بعد الانتهاء من رحلتها العارية، واجهت جوديفا زوجها وطالبته بإيقاف نهايته من الصفقة. وفياً لكلمته، خفض ليوفرك ديون الناس.